# Bunte Palmenlanzenotter
Die Bunte Palmenlanzenotter (Bothriechis supraciliaris), im Englischen als Blotched Palm-Pitviper bezeichnet, ist eine Grubenotter aus der Gattung der Palmlanzenottern (Bothriechis). Die Art kommt endemisch in Costa Rica und Panama vor.

## Merkmale
Bothriechis supraciliaris ist eine mittelgroße, relativ schlanke Viper und erreicht eine Gesamtlänge bis 80 Zentimeter, bleibt zumeist jedoch kleiner. Der Körper ist vertikal leicht zusammengestaucht (im Querschnitt dreieckig) und läuft in einen kurzen Greifschwanz über. Der Kopf ist breit, bei Aufsicht dreieckig sowie deutlich vom Hals abgesetzt. Zwischen Augen und Nasenloch befindet sich ein, für Grubenottern typisches, Grubenorgan zur Wahrnehmung von Wärmestrahlung. Die Augen sind relativ groß mit vertikal verengter Pupille und bronze- bis sepiafarbener, dunkel gesprenkelter Iris. Der Giftapparat besteht aus modifizierten Speicheldrüsen (Giftdrüsen), die über einen Giftkanal mit hohlen, einklappbaren Fangzähnen im vorderen Oberkiefer verbunden sind (solenoglyphe Zahnstellung).

### Körperfärbung
Bothriechis supraciliaris ist variabel gefärbt. Der Körper kann eine grüne, olivgrüne, mintgrüne, braune oder graubraune Grundfärbung besitzen. Dorsal zeigen sich entlang des Rückens klar abgegrenzte Sattelflecken, die in der Regel dunkel gerandet sind. Daneben existiert eine gelbbräunliche Morphe, die mehr oder weniger deutlich dunkel gefleckt ist (im Gegensatz zu ähnlichen, aber eher einfarbigen Morphen von Bothriechis schlegelii).

### Pholidose
Die Pholidose beschreibt die Beschuppung von Reptilien. Diesbezüglich zeigen sich bei Bothriechis supraciliaris kopfoberseits zahlreiche kleine, asymmetrische und gekielte Schuppen. Über den Augen sind jeweils ein bis drei leicht dornartig verlängerte Schuppen vorhanden, die eventuell zum Schutz der Augen beim Klettern im Geäst dienen. Es sind 21 bis 23 Reihen gekielter Rückenschuppen um die Körpermitte, 141 bis 150 Ventralia (Bauchschilder) und 54 bis 58 ungeteilte Subcaudalia (Unterschwanzschilder) vorhanden. Das Scutum anale ist ungeteilt.

## Schlangengift
Im Toxingemisch von Bothriechis supraciliaris lassen sich Proteine und Peptide elf verschiedener Klassen nachweisen, wobei die größten Fraktionen bradykininpotenzierende Peptide (21,9 %), Serinproteinasen (15,2 %) und Phospholipase A2-Enzyme (13,4 %) darstellen. Lomonte et al. (2012) wiesen erstmals für eine Bothriechis-Art Polyglycin-Peptide nach, die Poly-His/Poly-Gly-Metalloproteinase-Inhibitoren ähneln, wie sie für Atheris- und Echis-Arten (Afrika, Asien) beschrieben wurden. Innerhalb der Gattung Bothriechis wurde das Proteom von B. supraciliaris, B. lateralis, B. schlegelii und B. nigroviridis verglichen, wobei Unterschiede zutage traten, die verschiedene toxikologische Strategien der Arten aufzeigen. Das toxikologische Profil des Giftes von B. supraciliaris ergab unter Versuchsbedingungen eine starke hämorrhagische Wirkung und eine mäßige Myotoxizität (Muskelschädigung). Ferner tritt ein sehr schwacher gerinnungsfördernder Effekt auf; diesbezüglich ist klinisch nach Bissunfall beim Menschen auf Anzeichen einer Koagulopathie zu achten. Im Tierversuch (Maus, i. p.) zeigt sich eine mittlere Letaldosis (LD50) von 7,1 µg / g. Die Versuchsergebnisse deuten darauf hin, dass in der Region eingesetzte polyvalente (d. h. gegenüber Gifte mehrerer Arten wirksame) Antivenine (Viperiden-Antivenine) auch gegenüber den Toxinen von B. supraciliaris wirksam sind.

## Lebensweise
Bothriechis supraciliaris führt eine weitgehend kletternde Lebensweise. Sie kann in Lauerstellung bei der Ansitzjagd beobachtet werden. Dabei liegt sie mit aufgewickelten Körperschlingen auf einem Ast oder erhöhten Wurzel und wartet auf vorbeiziehende Beute. Jungtiere erbeuten bevorzugt Froschlurche und kleine Eidechsen, die sie insbesondere in Bodennähe finden. Das Beutespektrum größerer Exemplare umfasst dagegen tendenziell eher Kleinsäuger und kleine Vögel, wodurch die Jagd in etwas höhere Ebenen der Vegetation verlagert wird. Die Beute wird durch einen Giftbiss immobilisiert. Die Fortpflanzung erfolgt durch Ovoviviparie, Bothriechis supraciliaris bringt also lebende Jungschlangen zur Welt.

## Vorkommen
Bothriechis supraciliaris kommt im Süden Costa Ricas zwischen San Isidro und San Vito sowie im Westen Panamas vor und kann in Höhenlagen zwischen 800 und 1700 Metern angetroffen werden. Als Typuslokalität werden Berge in der Nähe von San Isidro del General (San Jose Province, Costa Rica) angegeben. Die besiedelten Habitate sind tropische und subtropische feuchte Wälder. Neben Primärwaldbiotopen werden auch sekundäre (nachwachsende) Wälder, Gärten und bewaldete Übergangsbereiche zu landwirtschaftlich genutzten Flächen als Lebensraum akzeptiert.
Es handelt sich um eine selten dokumentierte Art, die nicht leicht zu entdecken ist, aber bei sorgfältiger Suche regelmäßig gefunden wird. So wurden zwischen 1996 und 1998 im Wilson Botanical Garden in San Vito in weniger als zwei Jahren 25 bis 30 Exemplare gesammelt. Der Gesamtbestand wird als nicht gefährdet eingestuft.

## Taxonomie
Die wissenschaftliche Erstbeschreibung der Art erfolgte im Jahr 1954 durch den amerikanischen Herpetologen Edward Harrison Taylor unter der Bezeichnung Bothrops schlegelii supraciliaris. Unterarten werden nicht aufgeführt. Bekannte Synonyme sind:
- Bothrops schlegelii supraciliaris Taylor 1954; einige Autoren stellten auch später den Artstatus von Bothriechis supraciliaris infrage und empfahlen, die entsprechenden Populationen Bothriechis schlegelii zuzuordnen (Steven D. Werman, 1984).[2]
- Bothriechis supraciliaris – Solorzano et al. 1998
- Bothriechis supraciliaris – Porras & Solorzano 2006
- Bothriechis supraciliaris – Castoe et al. 2006
- Bothriechis supraciliaris – Wallach et al. 2014